# رای روسو یانگ
رای روسو یانگ به (انگلیسی:Ry Russo-Young زاده ۱۶ نوامبر ۱۹۸۱) یک فیلمساز آمریکایی است و اصالتاً اهل نیویورک است.